# Eureka Tower
Eureka Tower je mrakodrap v australském Melbourne. Postaven byl podle návrhu, který vypracovala firma Fender Katsalidis Architects. Má 91 podlaží a výšku 300 m, je tak nejvyšší mrakodrap ve městě a druhý nejvyšší v Austrálii. Výstavba probíhala v letech 2001 - 2006. Náklady na budovu byly 500 milionů australských dolarů.

## Využití
V budově se nachází 560 bytů, které jsou umístěny od 11. do 87. patra. Je tak jednou z nejvyšších obytných budov na světě. V 89. patře je bar a o poschodí níže je vyhlídková místnost, která je umístěna 285 m nad úrovní ulice, je tak nejvýše umístěnou vyhlídkou na jižní polokouli.